# Stagetillus opaciceps
Stagetillus opaciceps là một loài nhện trong họ Salticidae.
Loài này thuộc chi Stagetillus. Stagetillus opaciceps được Eugène Simon miêu tả năm 1885.